# Jérôme Caza
 (avril 2009).
Si vous disposez d'ouvrages ou d'articles de référence ou si vous connaissez des sites web de qualité traitant du thème abordé ici, merci de compléter l'article en donnant les références utiles à sa vérifiabilité et en les liant à la section « Notes et références ».
Jérôme Caza, de son vrai nom Jérôme Cazaumayou, né le 30 juin 1963 à Thonon-les-Bains (Haute-Savoie) en France est un journaliste, reporter d'images, réalisateur et producteur français. 
Il est le fils du peintre Vincent Caza, petit-fils du journaliste caricaturiste André Caza, arrière-petit-fils du peintre Pierre-Gaston Rigaud.

## Biographie
Il passe sa jeunesse en Haute-Savoie et fait ses débuts de cadreur au Caméra-club d'Annecy[réf. nécessaire].
En 1981, il présente un petit reportage tourné en Super 8 à l'émission La Course autour du monde. Il y relatait la reconstruction collective du manège d'Annecy, manège aux chevaux de bois et orgue de barbarie qui venait d'être incendié par des vandales et pour la reconstruction duquel la ville s'était mobilisée. Ratant de peu sa sélection pour la célèbre émission du dimanche soir d'Antenne 2, il part en 1984 faire 18 mois d'armée et à l'ECPAD où il apprend son métier de cadreur[réf. nécessaire]. 
Devenu journaliste reporter d’images et réalisateur, il passe 17 années autour du monde à porter sa caméra. 
En 1989, Jérôme Caza participe aux débuts de l’agence CAPA et de son émission phare, 24 Heures, créée par Hervé Chabalier, Claude Chelli, et Erik Gilbert. Il y réalise quelques-uns des plans-séquences qui ont donné la marque de l’émission (notamment lors du 24H Incendies de Forêt). 
Il s’installe aux États-Unis en 1992. Basé à San Francisco, il signe de nombreux reportages et documentaires dans Envoyé Spécial, Zone Interdite, Reportages ou Le Journal du Cinéma. L’un de ses documentaires, Le Chœur des Hommes, réalisé avec Claude Chelli et Anne-Marie Bennoun, obtient le FIPA d'or en 1992 et est diffusé sous le titre Singing Positive dans une version remontée par Milton Moses Ginsberg sur Cinemax, chaine d'HBO.

### Création et réalisations de 2P2L
En 1995, il rencontre François Pécheux sur le Raid Gauloises en Patagonie, où il dirige les équipes de reporter de Marenco Productions. En 1996, leur complicité prend une autre forme à Atlanta pour le Journal Télévisé Olympique. Le temps de la coupe du monde de football 1998 en France, Jérôme Caza coordonne l’équipe des reporters pour Le journal de François Pécheux.  
En septembre 1998, avec Stéphane Meunier, ils créent leur première émission, coproduite par leur société de production Pourquoi pas la Lune (2P2L), C’est Ouvert le Samedi, diffusée le samedi à 13 h 30 sur Canal+. Depuis, Jérôme Caza a produit plusieurs documentaires, dont ceux de Stéphane Meunier Tellement Marseille, Jean-Thomas Ceccaldi L’École Mobile, Bruno Sevaistre A la Clairefontaine ou encore Vallon des Pins, la série documentaire de Laetitia Moreau.  
En tant que réalisateur, il est l’auteur de plusieurs documentaires récents, Des filles des garçons et des films, consacré à la nouvelle génération des acteurs du cinéma français, diffusé avant la cérémonie des César du cinéma sur Canal+, avec une séquence en direct incluse dans le film, et Le Cinéma de Jean Rochefort, documentaire, réalisé avec Christophe d’Yvoire, sur l’un des acteurs majeurs du cinéma Français.  
Il poursuit sa démarche de documentariste, en réalisant avec Stéphane Meunier et François Roche, Comme un coup de tonnerre, un document exclusif, filmé au jour le jour, pendant 6 semaines au cœur même de l’Atelier, le QG de campagne de Lionel Jospin.  
En 2004, il réalise avec Isabelle Wan-Hoï un documentaire sur la mandature de Bertrand Delanoë à Paris « Le(s) Paris de Delanoë ». Retour au cinéma en 2005 avec un documentaire événement Au cœur du cinéma américain qu’il réalise avec Olivier Ghis[réf. nécessaire]. 
En tant que réalisateur, il explore le docu-réalité, avec Kilimandjaro, au-delà des limites diffusé en prime-time sur TF1 en 2008.
Depuis 1998, il développe 2P2L, en renforçant la diversité des productions : documentaires événements, magazines, programmes courts, film corporate[Quoi ?] et même la fiction. 2P2L est une PME, qui emploie une cinquantaine de salariés à temps plein, et un CA qui varie entre 9 et 13 millions d’euros.
Après avoir été membre et Président du collège télévision du SPI, le syndicat des producteurs indépendants, il rejoint en 2017 le bureau du SATEV, le syndicat des agences de presse audiovisuelles, au travers de l'agence de presse Kartagen, filiale de 2P2L et en 2018 le bureau du SPECT, le syndicat des producteurs de flux dont il devient le président en septembre 2020.